# Kostel svaté Kateřiny (Nová Bystřice)
Kostel svaté Kateřiny v Nové Bystřici je renesanční barokizovaná budova, původně hřbitovní kostel, kulturní památka České republiky.
Kostel, který byl původně hřbitovní, nechal postavit Vilém z Krajku. Jako předpokládaný rok založení kostela je uváděn rok 1585. Kostel byl postaven v renesančním stylu, v roce 1686 byl upraven v barokním stylu, má jednu kostelní loď, která má barokní křížovou klenbu; presbytář (kněžiště) je pětiboce uzavřen. V obvodové zdi jsou zasazeny tři historické kamenné náhrobníky.
Obraz svaté Kateřiny, který je na hlavním oltáři, pochází z roku 1674, v roce 1826 byl přemalován. Obraz svatého Vojtěcha a krucifix pochází z konce 17. století.
V kostele jsou varhany. Pořádají se zde folkové koncerty.